# Alejandro Tous
Alejandro García Tous (Alicante, Espanha, 13 de setembro de 1976) é um ator espanhol com vasta experiência no mundo da atuação.

## Família e Início
Ele tem dois irmãos, um irmão chamado Angel, que participou da segunda edição do Big Brother Espanha, e uma irmã mais velha se chama Beatriz. Atualmente é romanticamente ligado a sua co-estrela de "Yo Soy Bea" Ruth Núñez. Ele queria ser veterinário mas não seguiu o sonho ele se tornou então bombeiro até que ele decidiu estudar Artes Dramáticas na oficina de Teatro Universitário em sua cidade natal.
Também trabalhou como garçom, como seus pais tinham uma Hospedaria. Possui atualmente uma empresa de produção, produções Ditu, combinando cinema, televisão e teatro.

## Filmografia

### Cinema
- Ni Pies ni Cabeza, de Antonio del Real (2011)
- Carne Cruda, de Tirso Calero (2010)
- Miss Tacuarembó, de Martín Sastre (2010)
- Inertes, de Eusebio Pastrana (2008)
- Spinnin': 6000 millones de personas diferentes, de Eusebio Pastrana (2007) .... Gárate
- Los fantasmas de Goya, de Miloš Forman (2006)
- Habitación en alquiler, de María Isabel Dorante (2006) .... Vidal
- Ropa ajustada, de Antonio Ramón (2006)
- Hable con ella, de Pedro Almodóvar (2002)
- Tiempos de Azúcar, de Juan Luis Iborra (2001)
- Son de mar, de Bigas Luna (2001)
- V.O., de Antonia San Juan (2001)
- Sofia de José Luis Martin Soria(2002)

### Televisão
- Mentes en Shock (2010) FOX .... León Robles
- Cuestión de sexo (2009) Cuatro .... Mario Calderón
- Yo soy Bea (2006-2008) Telecinco .... Álvaro Aguilar
- Mis adorables vecinos (2006) Antena 3 .... Inspector
- Odiosas TVE-1 (2006)
- Negocis de familia Canal Nou
- El pasado es mañana Telecinco
- Siete Vidas (La boda de mi peor amiga) Telecinco (2005)
- Los Serrano (episodio El hombre que susurraba a las frutitas) Telecinco (2005) .... Alfonso Enríquez
- Un paso adelante (episodio El telegrama) Antena 3 (2005) .... Alberto
- Lobos (episodio Palabra de lobo) Antena 3 (2005) .... Dani
- Hospital Central (episodio Héroes o personas) Telecinco (2004) .... Fede

### Presentador
- Premios principales (2007)
- PuntoDoc (2008)

### Videoclips
- No voy a cambiar de la cantante Malú, canción perteneciente al disco Desafío (2007).
- Mil noches y una más de la cantante Gisela, canción perteneciente al disco Parte de mí (2002).